# Réserve de biosphère de Fundy
Pour les articles homonymes, voir Fundy.
La réserve de biosphère de Fundy (anglais : Fundy Biosphere Reserve) est une réserve de biosphère du Canada située au sud-est du Nouveau-Brunswick. Cette réserve de biosphère de 4 422,5 km2 a été reconnue par l'Unesco en 2007.
L'aire centrale de cette réserve correspond au parc national de Fundy. La réserve comprend aussi l'agglomération de Moncton, qui est la seule ville officiellement bilingue du Canada.

## Localisation
La réserve de biosphère de Fundy est située au sud-est du Nouveau-Brunswick. Elle comprend le bassin hydrographique de la baie de Fundy entre Saint-Martins et la frontière de la Nouvelle-Écosse.

## Géographie
La réserve de biosphère de Fundy s’étend sur un territoire de 440 000 hectares dans la partie supérieure de la baie de Fundy au Nouveau-Brunswick. Les limites de la RBF débutent vers Saint-Martins, passent par Moncton et s’arrêtent au marais de Tantramar à proximité de Sackville. En d’autres mots, les frontières de la RBF suivent la limite du bassin- versant de la région supérieure de la baie de Fundy.

### Aire centrale
L'aire centrale est le point de repère de la réserve. Cette région est consacrée à la conservation à long terme. Dans le cas de la réserve de biosphère de Fundy, l'aire centrale est représentée par le parc national de Fundy.
La région centrale est un site protégé à long terme. Cette protection permet de veiller adéquatement à la conservation de la biodiversité, à observer les écosystèmes, à effectuer des recherches non destructives et permet aussi l’éducation.
Comme indiqué précédemment, le Parc National de Fundy est la région centrale de la réserve de biosphère de Fundy. Le parc fut choisi pour plusieurs raisons, entre autres parce qu’il est représentatif de la région et parce qu’il est protégé par le gouvernement fédéral, mais aussi car il est voué à la préservation de l’intégrité écologique des terres et à cause des projets de restauration d’habitats en cours à l’intérieur et à l’extérieur du parc.
L'aire centrale : 2 600 hectares

### Zone tampon
La zone tampon est un lieu d'expérimentation et de contrôle des activités humaines afin de veiller à la conservation de la zone centrale. La zone tampon comprend les zones naturelles protégées de la Rivière-Little-Salmon, du Lac-Dowdall, de la Colline-McManus, de la Gorge-de-la-Rivière-Point-Wolfe, de la Gorge-Caledonia et du Ruisseau-Wilson, des parcs provinciaux de Sentier-Fundy et The Rocks et les réserves nationales de faune de Shepody et de Tintamarre.
La zone tampon est composée de tous les sites qui entourent la zone centrale. Cette zone doit être clairement définie. La zone tampon peut être utilisée pour des activités liées à la recherche, l’éducation environnementale, la récréation et l’écotourisme. La zone tampon de la RBF comprend tous les autres sites protégés, des sites de conservation et des zones de gestion spéciales.
La zone tampon : 26 124 hectares

### Zone de transition
La zone de transition est réservée à des activités locales afin de promouvoir le développement durable.
La région de transition de la réserve de biosphère de Fundy comprend les terres de la Couronne provinciale et fédéral, les terres de la grande forêt franche industrielle, les petites boisés privés, les marais agricoles et digués, les municipalités, les routes et les autoroutes.

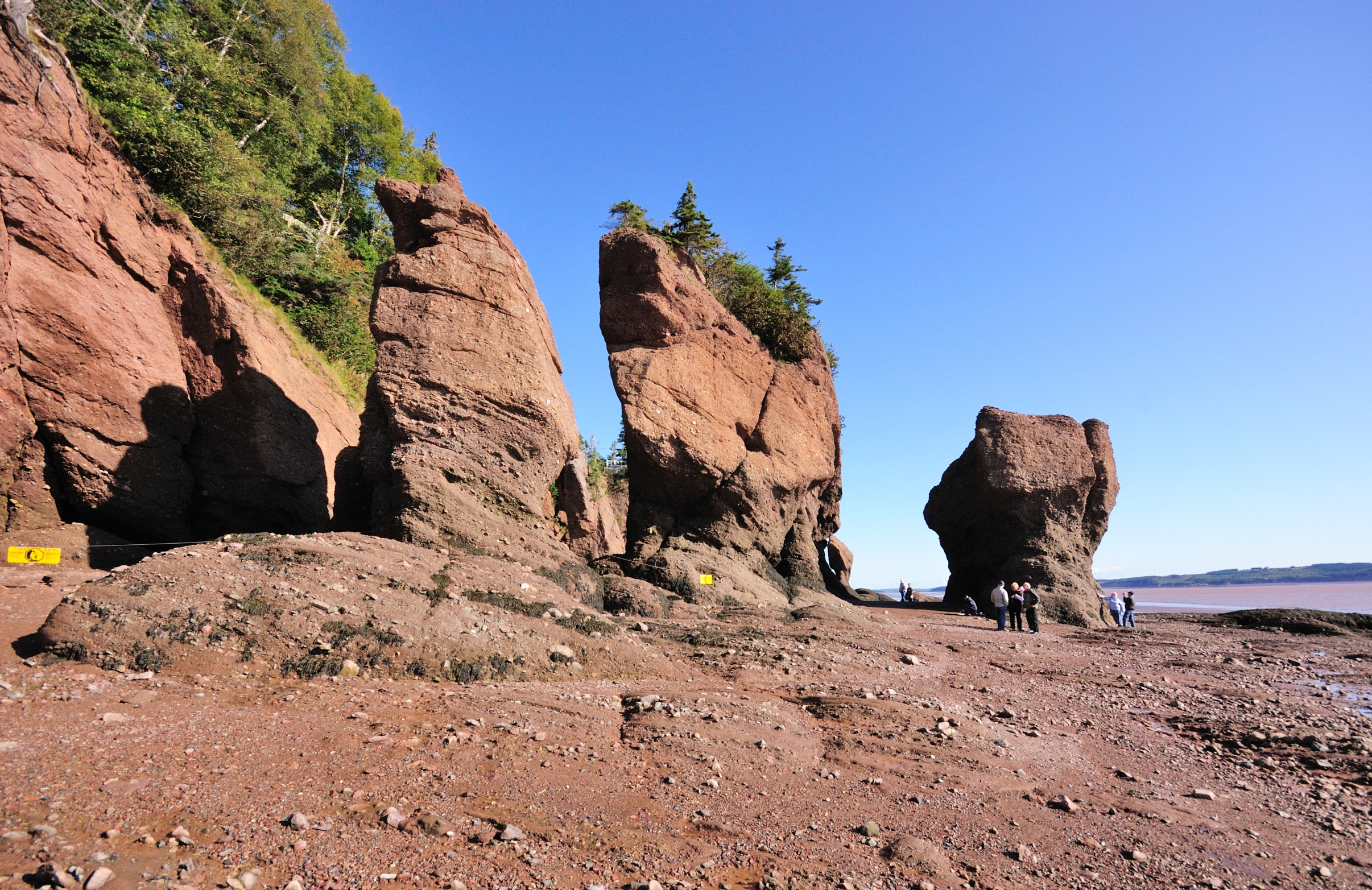
Parc provincial The Rocks

Avec la région de transition, la RBF vise à créer un forum afin de mieux comprendre les impacts des actions humaines sur l’environnement. La RBF vise aussi à partager et à développer des ressources afin de conserver et restaurer la biodiversité naturelle retrouvée dans la région. L’aire de transition est aussi une zone de coopération servant à utiliser les ressources disponibles afin de générer des revenus.
La zone de transition : 395 552 hectares

## Histoire
L'initiative de la création d'une réserve de biosphère vient d'un groupe de bénévoles en 1999. Elle fut officiellement reconnue par l'UNESCO le 21 novembre 2007. Elle est devenue membre d’une famille de 15 réserves de biosphère au Canada et de 531 réserves au monde.
Au tout début, le projet se nommait « L’Initiative de la Réserve de biosphère de Fundy (IRBF). Le « Comité de Planification » fut le groupe principal responsable de la formation du projet et de la proposition à l’UNESCO afin d’obtenir une désignation officielle de leur part.  Le comité s’est réuni à plusieurs reprises afin de se familiariser davantage avec le Programme sur l’Homme et la biosphère par l’UNESCO et pour discuter du concept de base du projet. Le comité a aussi contacté l’Association canadienne des réserves de biosphères (ACRB) afin d’avoir accès à de l’information additionnelles pour les guider dans leur initiative. Le comité a ensuite proposé leur stratégie à différents groupes tels que des groupes de conservation, des secteurs de ressources, des institutions académiques, des scientifiques, etc. 
Le comité suggérait la région actuellement reconnue par la réserve de biosphère de Fundy. Les écosystèmes uniques et les communautés comprises dans les limites de la réserve ont facilité la catégorisation des zones de la réserve telles que demandées par l’UNESCO. Tout au long du processus, le comité a utilisé les standards établis par l’UNESCO comme lignes directrices. L’intention principale du groupe de planification fut d’obtenir la désignation de l’UNESCO afin de mettre en évidence les écosystèmes spéciaux, les paysages et l’héritage de la région. Le comité cherchait aussi à rehausser l’image de la région sur le plan régional, national et international en plus d’aider à l’économie et au développement durable de la région. À cette époque, les objectifs de l’IRFB étaient d’encourager l’investissement dans le secteur public et privé, d’attirer de l’expertise technique et de permettre aux scientifiques de participer au développement de stratégies durables.
La proposition du comité de planification fut basée sur les points suivants :
- Reconnaitre le paysage spécial qu’est la région de la Baie de Fundy ainsi que ses attributs ;
- Reconnaitre l’histoire et la culture de la région ;
- Reconnaitre les initiatives des citoyens et des diverses parties prenantes au niveau de leur engagement au développement durable de leur région.

Le document proposé par l’IRBF fut assujetti à plusieurs changements et modifications avant d’être approuvé. Il fut également révisé par des communautés, des groupes de ressources, des scientifiques et d’autres parties prenantes. Un conseil d’administration temporaire fut aussi créé en 2006 afin de gérer le projet. L’UNESCO a ensuite donné l’approbation au conseil de poursuivre avec leur processus de nomination. Le processus de révision a été effectué par 16 communautés à l’intérieur de la réserve, 5 départements gouvernementaux provinciaux, la Commission canadienne de l’UNESCO et un comité national de révision par le bureau chef de l’UNESCO à Paris, France.
La proposition finale fut soumise à l’UNESCO à l’été 2007 et la désignation fut obtenue à l’automne 2007. Une conférence de presse a suivi, menée par les représentants de la RBF, le gouvernement du Nouveau-Brunswick (représenté par le ministère de l’Environnement) afin d’annoncer publiquement la nouvelle. À la suite du dévoilement, le conseil d’administration a établi la structure organisationnelle de l’organisation, les tâches de chacun, les stratégies de communication et les moyens de financement.
À la suite de la désignation officielle, le projet s’est renommé la Réserve de biosphère de Fundy (RBF) et Fundy Biosphere Initiative Inc.

## Organisation

Logo de la réserve de biosphère de Fundy

Fundy Biosphere Initiative Inc. est une organisation environnementale à but non lucratif qui travaille en synergie avec les communautés locales, les groupes de conservation, les secteurs de ressources naturelles, les organisations de tourismes et les académiciens afin de veiller à la conservation de la biodiversité dans la région supérieure de la baie de Fundy ainsi qu’à la promotion d’un développement économique durable. 
Comme indiqué sur leur site Web, la réserve de biosphère de Fundy de l’UNESCO est dévouée à la conservation de la biodiversité et à la promotion d’un développement économique durable. Sa vision est d’aider les communautés situées dans la partie supérieure de la baie de Fundy à être plus durable en travaillant conjointement avec diverses parties prenantes, le tout sans nuire à l’héritage culturel de la région.
Afin d’accomplir sa mission et sa vision, la réserve de biosphère de Fundy se concentre sur trois sphères d’activités :
- Conservation – Veiller à la conservation des écosystèmes, des espèces et de la diversité génétique de la région de Fundy ;
- Développement durable – Prôner le développement durable dans la région. Le développement durable se définit comme un développement qui est écologiquement, socialement et économiquement durable pour les générations futures ;
- Renforcement des capacités – Fournir un partage d’information entre la RBF et diverses parties prenantes. Le renforcement des capacités vise entre autres la sensibilisation, l’éducation, la formation et la recherche.

Les objectifs de la RBF sont les suivants :
- travailler de concert avec les différentes parties prenantes afin d’aider les communautés à devenir plus durable ;
- échanger de l’information avec le public et tout autres parties prenantes ;
- développer un modèle de gouvernance fondé sur la recherche, la gestion de l'éducation et les comités de support.

## Projets et initiatives
Généralement, les projets de la Réserve de biosphère de Fundy tournent autour des trois sphères d’activités : la conservation, le développement durable et le renforcement des capacités. Les projets en cours touchent le tourisme durable, les connaissances locales et le climat, les sentiers et les lieux fantastiques de la RBF et l’éducation du public sur leur empreinte environnementale individuelle. 